# Francisco Javier Torres
Francisco Javier Torres Zamores (León, 12 maggio 1983) è un ex calciatore messicano, di ruolo centrocampista.